# Atsushi Nagai
Atsushi Nagai (永井 篤志, Nagai Atsushi) est un footballeur japonais né le 23 décembre 1974.